# Wenceslas Kalibushi
Wenceslas Kalibushi (* 29. Juni 1919; † 20. Dezember 1997) war ein ruandischer römisch-katholischer Geistlicher und Bischof von Nyundo.

## Leben
Kalibushi empfing am 25. Juli 1947 das Sakrament der Priesterweihe.
Am 9. Dezember 1976 wurde er zum Bischof von Nyundo ernannt. Die Bischofsweihe spendete ihm am 27. März des darauffolgenden Jahres der Erzbischof von Kigali, Vincent Nsengiyumva; Mitkonsekratoren waren André Perraudin MAfr, Erzbischof ad personam von Kabgayi, und Aloys Bigirumwami, emeritierter Bischof von Nyundo. Er hatte das Amt bis zu seiner Emeritierung am 2. Januar 1997 inne. Kalibushi starb noch am 20. Dezember desselben Jahres.